# Communauté de communes Gâtine-Autize
Die Communauté de communes Gâtine-Autize ist ein ehemaliger französischer Gemeindeverband mit der Rechtsform einer Communauté de communes im Département Deux-Sèvres in der Region Nouvelle-Aquitaine. Sie wurde am 19. November 2009 gegründet und umfasste 13 Gemeinden. Der Verwaltungssitz befand sich im Ort Coulonges-sur-l’Autize.

## Historische Entwicklung
Mit Wirkung vom 1. Januar 2017 fusionierte der Gemeindeverband mit
- Communauté de communes du Pays Sud Gâtine sowie
- Communauté de communes du Val d’Égray

und bildete so die Nachfolgeorganisation Communauté de communes Val de Gâtine.

## Ehemalige Mitgliedsgemeinden
1. Ardin
2. Béceleuf
3. Le Beugnon
4. Le Busseau
5. La Chapelle-Thireuil
6. Coulonges-sur-l’Autize
7. Faye-sur-Ardin
8. Fenioux
9. Puihardy
10. Saint-Laurs
11. Saint-Maixent-de-Beugné
12. Saint-Pompain
13. Scillé